# Grüner Alpendost
Der Grüne Alpendost (Adenostyles alpina) ist eine Pflanzenart aus der Gattung Alpendost (Adenostyles) innerhalb der Familie der Korbblütler (Asteraceae).

## Beschreibung

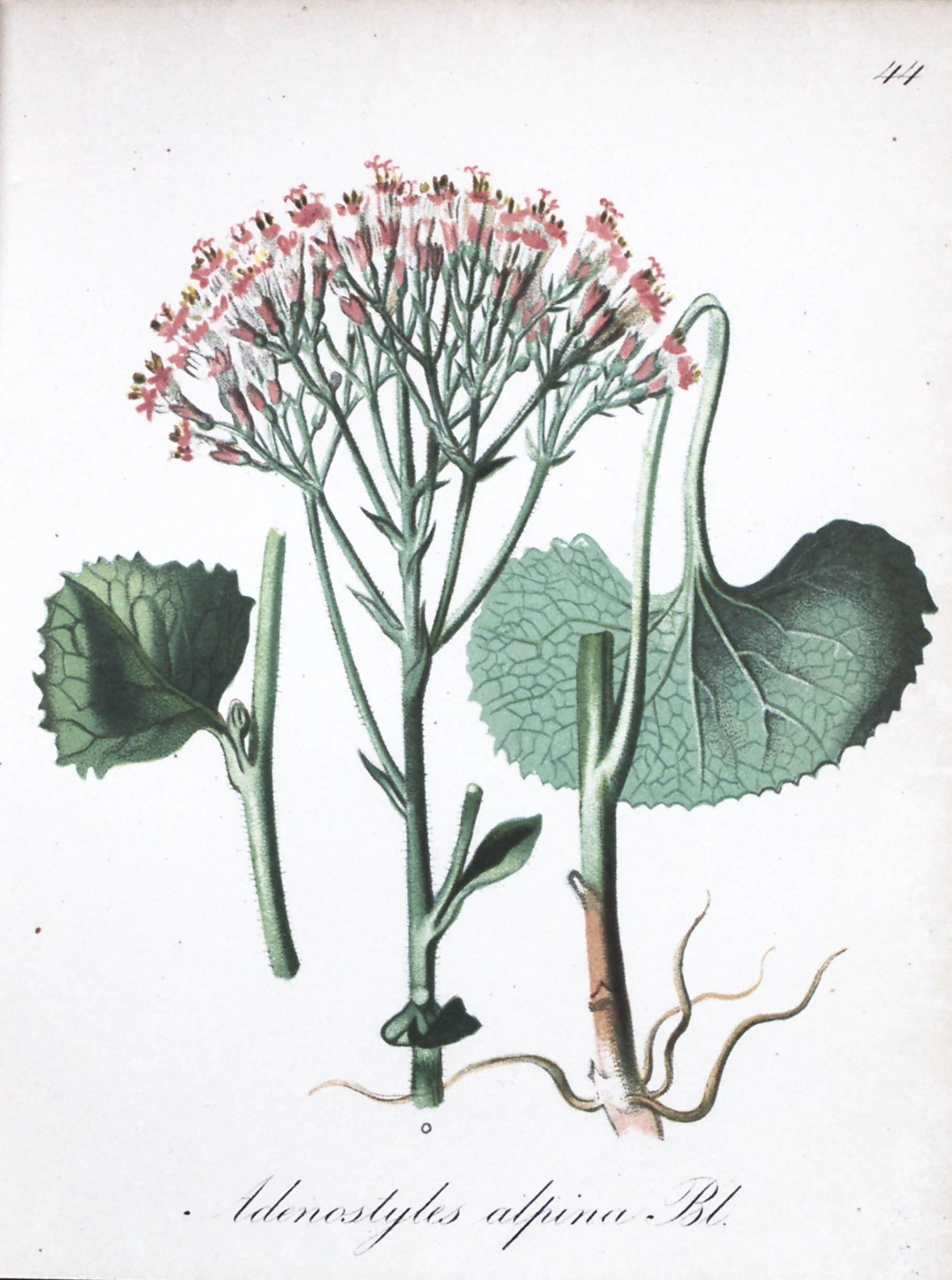
Illustration aus Die Alpenpflanzen nach der Natur gemalt, S. 44

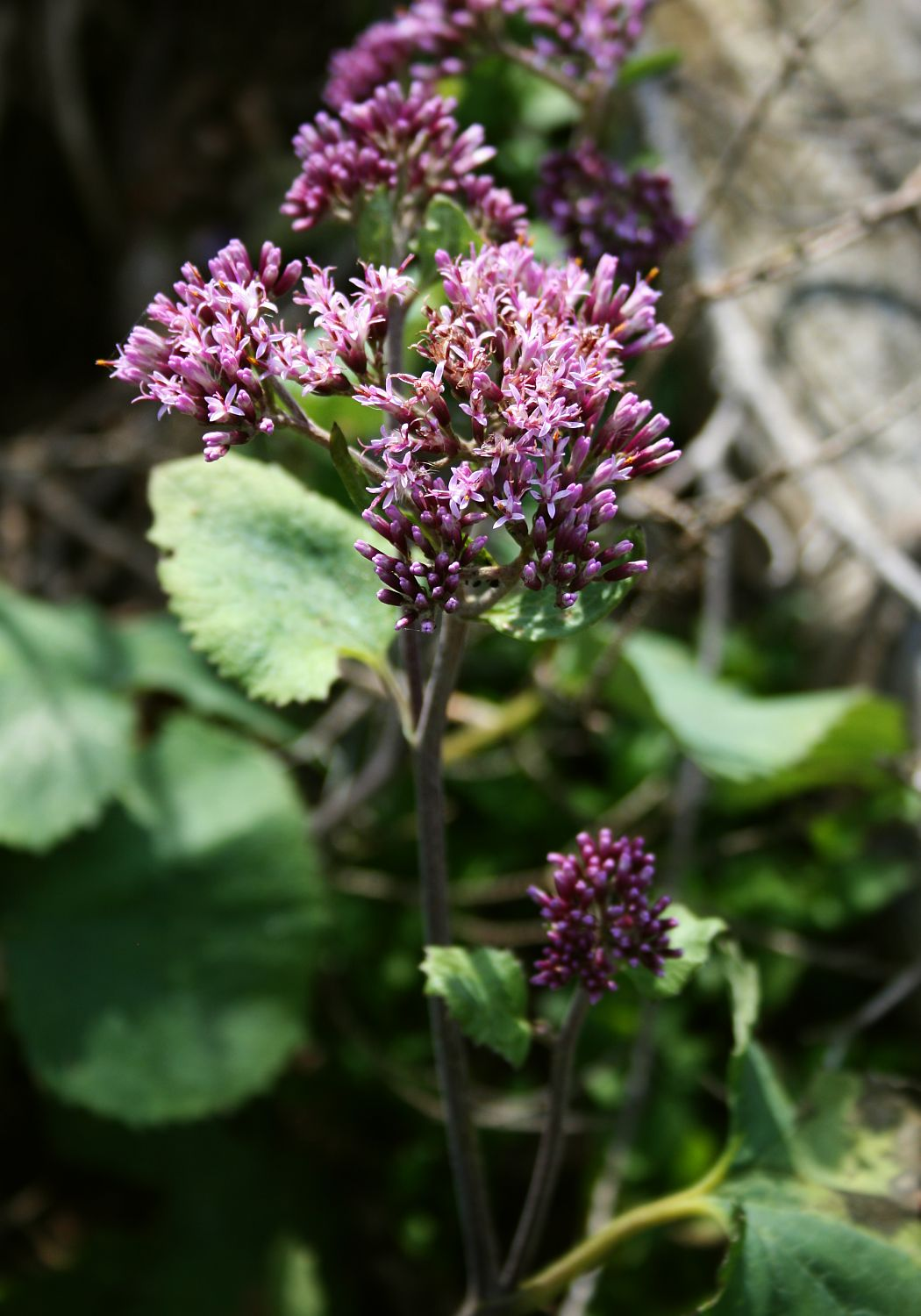
Blütenstand

### Vegetative Merkmale
Der Grüne Alpendost ähnelt dem Grauen Alpendost, erreicht aber nur Wuchshöhen von 30 bis 80 Zentimetern.
Die Laubblätter sind unterseits nur auf den Nerven behaart und weisen keinen abwischbaren Filz auf. Die Blattränder sind regelmäßig gezähnt. Alle Stängelblätter sind gestielt. Der Blattstiel ist am Grunde nicht verbreitert und nicht umfassend.

### Generative Merkmale
Die Blütezeit liegt zwischen Juni und September. Die Körbchen sind zu einem doldenrispigen Gesamtblütenstand vereinigt. Die Körbchen enthalten meist nur drei Röhrenblüten und drei Hüllblätter. Die Blütenkrone ist 6,5 bis 8 Millimeter lang, ihre Kronzipfel nehmen mehr als die Hälfte des ganzen Saumes ein.
Die Achänen sind 3 bis 5 Millimeter lang. Der Pappus ist 4 bis 5 Millimeter lang.
Die Chromosomenzahl beträgt 2n = 38.

## Vorkommen
Das Verbreitungsgebiet von Adenostyles alpina reicht von Spanien und Frankreich, Italien, Sizilien, Deutschland und der Schweiz bis Slowenien und Kroatien.
Der Grüne Alpendost kommt auf stickstoffreichen, basenreichen Böden in Bergwäldern, in Hochstaudenfluren und an Bachufern vor. Er ist eine Petasition-paradoxi-Verbandscharakterart, kommt aber auch in hochmontanen Fagion- oder Piceion-Pflanzengesellschaften vor.
Er findet sich im Alpenvorland und in den Alpen in Höhenlagen von 1200 bis 2000 Metern. In den Allgäuer Alpen steigt er im Tiroler Teil nahe dem Kaufbeurer Haus bei Hinterhornbach bis zu einer Höhenlage von 2010 Metern auf.
Die ökologischen Zeigerwerte nach Landolt & al. 2010 sind in der Schweiz: Feuchtezahl F = 3+ (feucht), Lichtzahl L = 2 (schattig), Reaktionszahl R = 5 (basisch), Temperaturzahl T = 2 (subalpin), Nährstoffzahl N = 3 (mäßig nährstoffarm bis mäßig nährstoffreich), Kontinentalitätszahl K = 3 (subozeanisch bis subkontinental).

## Systematik
Ein Synonym für Adenostyles alpina (L.)Bluff & Fingerh. ist Adenostyles glabra (Mill.) DC.
Man kann folgende Unterarten unterscheiden:
- Adenostyles alpina (L.) Bluff & Fingerh. subsp. alpina: Sie kommt in Frankreich, Italien, Deutschland, der Schweiz, Liechtenstein, Österreich, Slowenien und Kroatien vor.[2]
- Adenostyles alpina subsp. australis (Ten.) Greuter: Dieser Endemit kommt nur in Italien vor.[2]
- Adenostyles alpina subsp. briquetii (Gamisans) Tutin (Syn.: Adenostyles briquetii Gamisans, Adenostyles glabra subsp. briquetii (Gamisans) Wagenitz & I.Müll.): Dieser Endemit kommt nur auf Korsika vor.[2]
- Adenostyles alpina subsp. macrocephala (Huter & al.) M.Dillenberger & Kadereit (Syn.: Adenostyles alliariae subsp. macrocephala (Huter & al.) Wagenitz & I.Müll.): Dieser Endemit kommt nur in Kalabrien vor.[2]
- Adenostyles alpina subsp. nebrodensis (Wagenitz & I.Müll.) Greuter: Dieser Endemit kommt nur in Sizilien vor.[2]
- Adenostyles alpina subsp. pyrenaica (Lange) M.Dillenberger & Kadereit (Syn.: Adenostyles alliariae subsp. pyrenaica (Lange) P.Fourn., Adenostyles pyrenaica Lange): Sie kommt nur in Frankreich und Spanien vor.[2]